# 다케다 노부카쓰

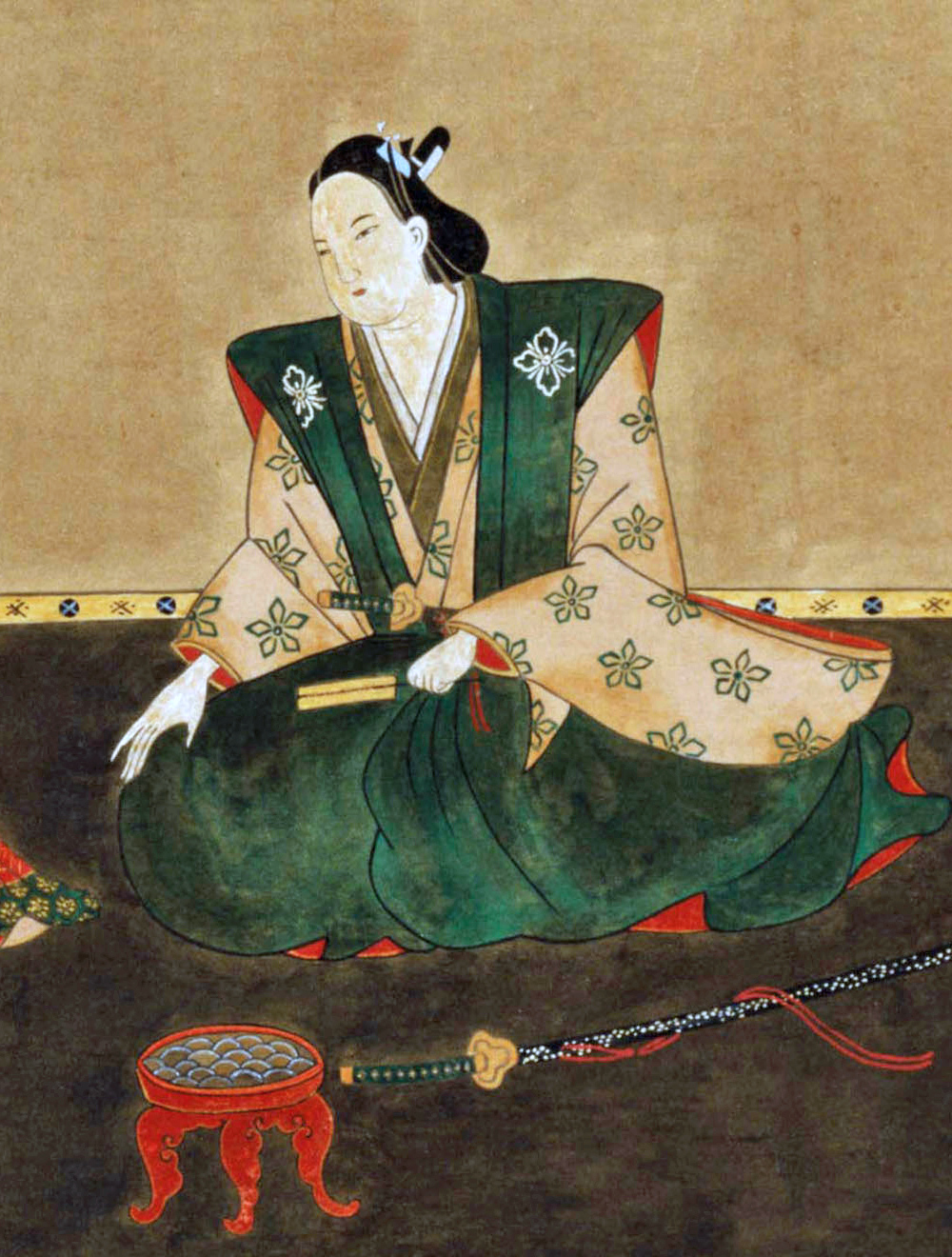
다케다 노부카쓰

다케다 노부카쓰(일본어: 武田信勝, 에이로쿠 10년 11월 1일(1567년 12월 11일) ~ 덴쇼 10년 3월 11일(1582년 4월 3일))는 아즈치모모야마 시대의 무장이다. 가이 다케다 가문의 세자이다. 아버지는 다케다 가쓰요리(武田勝頼). 어머니는 도야마 나오카도의 딸이며 오다 노부나가(織田信長)의 양녀인 류쇼인이다.

## 생애

### 소년기
에이로쿠 10년(1567년) 음력 11월 1일 다케다 가쓰요리의 장남으로 다카토성에서 태어났다. 또한, 생모인 도야마씨는 출산할 때에 사망하였다.
이 해, 다케다 신겐의 적남이자 가쓰요리의 이형제인 다케다 요시노부가 모반의 혐의로 인해 유폐, 폐적되어 자결(또는 병사) 하였다. (요시노부 사건) 이로 인해, 서자이며 스와씨를 계승하고 있던 가쓰요리가 다케다 가의 후계자 입장에 서게 된다.
다카토성에서 자라, 겐키 2년(1571년)에는 가쓰요리와 고후의 쓰쓰지가사키관로 이동한다. 덴쇼 7년(1579년) 겐푸쿠(元服). 스승은 누쿠이 히타치노스케(温井常陸介)가 임명되었다.

### 가독 상속, 최후
덴쇼 10년(1582년) 2월, 오다 노부나가의 가이 침공(다케다 정벌) 이 시작되면, 다케다 가의 여러 장수는 차례차례 배반하여, 일단 시나노에 출진 한 가쓰요리도 가이로 철수하였다. 3월 3일, 노부카쓰는 가쓰요리에게 신푸성에서 항전할 것을 주장했지만, 받아들여지지 않았다. 가쓰요리 일행은 오야마다 노부시게를 의지하여, 군나이 지방으로 피난가지만, 사사코 고개(笹子峠)를 앞에두고 오야마다가 배반하였다.
이로 인해 일행은 도망쳤지만, 덴모쿠산 기슭의 밭에서 오다 쪽의 다키가와 이치마스에게 붙잡혔다.(덴모쿠 산 전투) 진퇴 할 수 없게 된 가쓰요리, 노부카쓰는 각오를 다지고, 최후의 저항을 했다고 전해지고 있다.
오다군의 공격에 저항한 후, 쓰치야 마사쓰네에게 가이샤쿠(介錯)를 맡기고 할복했다고 한다. 향년 16세. 노부카쓰의 죽음으로 다이묘로서의 가이 다케다씨는 멸망하였다.
다케다 가의 가명은 사촌인 아나야마 가쓰치요(다케다 노부하루)가 이었고, 가쓰치요가 단명한 후에는 도쿠가와 이에야스의 5남 다케다 노부요시가 그 가명을 잇지만, 역시 요절하여 가이 다케다 가문은 단절되었다. 이로 인해 다케다의 혈통(남자) 은 노부카쓰의 조부인 다케다 신겐의 차남 노부치카의 아들인 노부미치가 계승하여, 이즈 다케다씨(伊豆武田氏)가 되었고, 우여곡절 끝에 고케(高家) 다케다씨로써 존속되었다.

## 사세구
- あたに見よ たれも嵐のさくら花 咲き散るほとは 春の世の夢

## 인물, 에피소드
- 『甲陽軍鑑』에 의하면, 노부카쓰가 태어날 당시, 축하하러 사나다 마사유키, 야마가타 마사카게, 쓰치야 마사쓰구 등이 사자로 파견되었고, 신겐한테서 다케다 가의 돌림자인 '노부(信) '를 받아 노부카쓰라는 이름이 지어졌다 한다. 또한 아시카가 요시아키에게서 편휘(偏諱)를 받아 다케다 아키카쓰(武田昭勝)라고 개명했다고 전해진다.
- 겐키 4년(1573년) 4월, 신겐은 유언으로 가쓰요리에 대해, 노부카쓰가 성인이 될 때까지는 가쓰요리가 대신 맡도록 말했다고 전해진다.(甲陽軍鑑)